# نابغه جعدی
نابغه جَعدی (؟ -۶۷۰م) (نسب: عبدالله بن قیس ... بن جعدة) صحابی و شاعر عربی بود. دربارهٔ او نوشته شد که با وَفدی به پیامبر، مسلمان شد. در فتح فارس با علی بن ابی‌طالب در نبرد صفین بود. در جاهلیت، پیروی دین حنیف بود و از شرب خمر دوری می‌کرد، همراهی دوستانِ نا-حنیف را رهانید، از بت‌پرستی گریزان بود، روزه می‌گرفت و بسیار آمرزش می‌خواست.